# Comrade Kim Goes Flying
Comrade Kim Goes Flying (Brasil: A Camarada Kim Vai Voar ) é um filme anglo-belga-norte-coreano do género comédia romântica, realizado por  Kim Gwang Hun, Nicholas Bonner e Anja Daelemans e escrito por Sin Myong Sik e Kim Chol. A rodagem aconteceu em Pionguiangue na Coreia do Norte. Estreou-se no Festival Internacional de Cinema de Pionguiangue e no Festival Internacional de Cinema de Toronto em setembro de 2012. Também foi exibido na Mostra Internacional de Cinema de São Paulo a 31 de outubro de 2013.

## Elenco
- Han Jong Sim como camarada Kim Yong Mi
- Pak Chung Guk como Pak Jang Phil
- Ri Yong Ho como comandante Sok Gun
- Kim Son Nam como pai de Yong Mi
- Ri Ik Sung como gestor da mina de carvão
- Kim Un Yong como trapezista Ri Su Hyon
- Han Kil Myong como avó de Yong Mi
- An Chang Sun como mãe de Jang Phil

## Receção
Comrade Kim goes Flying teve sua estreia mundial no Festival Internacional de Cinema de Toronto em setembro de 2012, sendo mostrado também no Festival Internacional de Cinema de Pionguiangue no mesmo ano. Em outubro, foi exibido no Festival Internacional de Cinema de Busan na Coreia do Sul. Em março de 2013 durante a estreia do filme nos Estados Unidos, Ron Gluckman do Wall Street Journal escreveu que a longa-metragem possui: "um estilo eufórico semelhante a um filme com Doris Day e Rock Hudson".
Jay Weissberg da Variety escreveu: "“Comrade Kim Goes Flying” prova que a cooperação com o ocidente é realmente possível, pelo menos no cinema. Uma reminiscência com tonalidades doces para a época alegre da Technicolor quando ainda triunfava e a “pós-modernidade” ainda não havia sido inventada, este conto “vamos colocar num espetáculo!” de uma jovem mineira que sonha em tornar-se uma acrobata, vem conquistando corações desde sua estreia em Toronto".